# Seznam premiérů Chorvatska
Toto je seznam premiérů Chorvatské republiky od prvních demokratických voleb v roce 1990.
| Pořadí | Portrét | Jméno (narození-úmrtí)      | Volby     | Vstup do úřadu    | Odchod z úřadu    | Strana                               | Vláda          |
| ------ | ------- | --------------------------- | --------- | ----------------- | ----------------- | ------------------------------------ | -------------- |
| 1      |         | Stjepan Mesić (1934–)       | 1990      | 30. května 1990   | 24. srpna 1990    | Chorvatské demokratické společenství | Mesić          |
| 2      |         | Josip Manolić (1920–)       | -         | 24. srpna 1990    | 17. července 1991 | Chorvatské demokratické společenství | Manolić        |
| 3      |         | Franjo Gregurić (1939-)     | -         | 17. července 1991 | 12. srpna 1992    | Chorvatské demokratické společenství | Gregurić       |
| 4      |         | Hrvoje Šarinić (1935-2017)  | 1992      | 12. srpna 1992    | 3. dubna 1993     | Chorvatské demokratické společenství | Šarinić        |
| 5      |         | Nikica Valentić (1950-2023) | -         | 3. dubna 1993     | 7. listopadu 1995 | Chorvatské demokratické společenství | Valentić       |
| 6      |         | Zlatko Mateša (1949-)       | 1995      | 7. listopadu 1995 | 27. ledna 2000    | Chorvatské demokratické společenství | Mateša         |
| 7      |         | Ivica Račan (1944-2007)     | 2000      | 27. ledna 2000    | 23. prosince 2003 | Sociální demokracie                  | Račan I-II     |
| 8      |         | Ivo Sanader (1953-)         | 2003 2007 | 23. prosince 2003 | 6. července 2009  | Chorvatské demokratické společenství | Sanader I-II   |
| 9      |         | Jadranka Kosorová (1953-)   | -         | 6. července 2009  | 23. prosince 2011 | Chorvatské demokratické společenství | Kosorová       |
| 10     |         | Zoran Milanović (1966-)     | 2011      | 23. prosince 2011 | 22. ledna 2016    | Sociální demokracie                  | Milanović      |
| 11     |         | Tihomir Orešković (1966-)   | 2015      | 22. ledna 2016    | 19. října 2016    | nestraník                            | Orešković      |
| 12     |         | Andrej Plenković (1970-)    | 2016 2020 | 19. října 2016    |                   | Chorvatské demokratické společenství | Plenković I-II |